# Bình Nguyên, Đức Châu
Bình Nguyên (tiếng Trung: 平原县, Hán Việt: Bình Nguyên huyện) là một huyện thuộc địa cấp thị Đức Châu, tỉnh Sơn Đông, Cộng hòa Nhân dân Trung Hoa. 
Thời Tam Quốc, Lưu Bị đã từng làm huyện lệnh huyện Bình Nguyên. Thời nhà Đường, Nhan Chân Khanh làm thái thú quận Bình Nguyên, khánh cự phiến quân An Lộc Sơn. Đây cũng là cứ địa quan trọng của Nghĩa Hòa Đoàn.